# Colmena (Metropolitano)
La estación Colmena es una estación intermedia del Metropolitano en la ciudad de Lima. Está ubicada en la intersección de jirón Lampa con la avenida Nicolás de Piérola (conocida como "Avenida La Colmena") en el Cercado de Lima.

## Características
La estación está en superficie, tiene una plataforma para embarque de pasajeros y un ingreso en el lado sur accesible para personas con movilidad reducida. Dispone de máquinas de autoservicio y taquilla para la compra y recarga de tarjetas.
Próximo a la estación se ubica la Plaza de la Democracia, la sede del Jurado Nacional de Elecciones y la Plaza San Martín.

## Servicios
La estación es atendida por los siguientes servicios:
| Servicio troncal | Indicador  | Lunes a viernes | Lunes a viernes | Sábado        | Domingo       |
| Servicio troncal | Indicador  | Norte a Sur     | Sur a Norte     | Sábado        | Domingo       |
| ---------------- | ---------- | --------------- | --------------- | ------------- | ------------- |
| Regular          | Regular A  | 05:00 - 23:00   | 05:00 - 23:00   | 05:00 - 23:00 | 05:00 - 22:00 |
| Regular          | Regular C  | 05:00 - 23:00   | 05:00 - 23:00   | 05:00 - 23:00 | 05:00 - 22:00 |
| Expreso          | Expreso 10 | 06:00 - 09:00   | Sin Servicio    | Sin Servicio  | Sin Servicio  |